# Ы̆ (слово ћирилице)
Ы̆ ы̆ (искошено: Ы̆ ы̆) је слово ћириличног писма.
Слово "ы̆" се користи у старом маријском језику и мокшанском дијалекту мордвинског језика.

## Уникод
| Знак                      | Ы                                       | Ы                                       | ы                                     | ы                                     | ̆                | ̆                |
| ------------------------- | --------------------------------------- | --------------------------------------- | ------------------------------------- | ------------------------------------- | --------------- | --------------- |
| Назив у Уникоду           | CYRILLIC CAPITAL LETTER YERU WITH BREVE | CYRILLIC CAPITAL LETTER YERU WITH BREVE | CYRILLIC SMALL LETTER YERU WITH BREVE | CYRILLIC SMALL LETTER YERU WITH BREVE | COMBINING BREVE | COMBINING BREVE |
| Врста кодирања            | децимална                               | хексадецимална                          | децимална                             | хексадецимална                        | децимална       | хексадецимална  |
| Уникод                    | 1067                                    | U+042B                                  | 1099                                  | U+044B                                | 774             | U+0306          |
| UTF-8                     | 208 171                                 | D0 AB                                   | 209 139                               | D1 8B                                 | 204 134         | CC 86           |
| Нумеричка референца знака | &#1067;                                 | &#x42B;                                 | &#1099;                               | &#x44B;                               | &#774;          | &#x306;         |